# بهت (فیلم)
بهت فیلمی به کارگردانی و نویسندگی عباس رافعی و تهیه‌کنندگی محمد نشاط محصول سال ۱۳۹۶ است.

## خلاصه داستان
زوجی از قشر متوسط ایران امروز، پس از ۲۰ سال فراق اکنون که همدیگر را یافته‌اند برای تحکیم این عشق، سرنوشت بچه‌هایشان را با زوجی از طبقه پایین جامعه گره می‌زنند، غافل از اینکه این آغازی برای فروپاشی هر ۲ خانواده است.

## بازیگران
| بازیگر         | نقش  |
| -------------- | ---- |
| مهتاب کرامتی   | آتنا |
| رعنا آزادی ور  | رویا |
| علیرضا آقاخانی | فرید |
| محمدرضا رهبری  | رضا  |